# كوم الفرج
قرية كوم الفرج هي إحدى القرى التابعة لمركز أبو المطامير في محافظة البحيرة في جمهورية مصر العربية. حسب إحصاءات سنة 2006، بلغ إجمالي السكان في كوم الفرج 18108 نسمة، منهم 9484 رجل و8624 امرأة.